# Halina Skibniewska
Halina Skibniewska (Varsovia, 10 de enero de 1921-20 de abril de 2011) fue arquitecta, profesora y política polaca.
Profesora de arquitectura en la Universidad Tecnológica de Varsovia y trabajó en el Sejm polaco de 1965 a 1985. Durante su carrera, fue la primera mujer en trabajar como Mariscal adjunta del Sejm, cargo que ocupó de 1971 a 1985, fue la primera arquitecta en diseñar viviendas independientes para personas discapacitadas, y diseñó algunas de las urbanizaciones más solicitadas de su época.

## Infancia y adolescencia
Halina Erentz nació el 10 de enero de 1921 en Varsovia, hija de Ewelina Kuczkowska y Wactaw Erentz. Durante la Segunda Guerra Mundial, Erentz trabajó en Resistencia polaca y fue miembro del Consejo Żegota de Ayuda a los Judíos. Al ingresar a la Universidad Tecnológica de Varsovia, comenzó a trabajar para Romuald Gutt, un destacado arquitecto modernista de antes de la guerra durante sus estudios en 1946. Trabajó en diseños para el edificio de la Oficina Central de Estadística bajo su tutela antes graduándose en 1948.

## Carrera
Al terminar sus estudios, Erentz comenzó a trabajar en la Oficina de Reconstrucción de Varsovia y fue asignada al equipo de reconstrucción del Teatro Nacional. En 1951, Erentz se casó con su colega arquitecto Zygmunt Skibniewski. Zygmunt más tarde se desempeñaría como presidente de la Sociedad de Urbanistas Polacos. La pareja rara vez trabajaba junta, ya que Skibniewska centró su trabajo en la arquitectura residencial, con la esperanza de abordar problemas urbanos como la falta de servicios y saneamiento adecuado, así como el hacinamiento. En la década de 1960, trabajó en proyectos como Winogrady (1963-1964) en Poznań y Wolska IV (1965).
Uno de los desarrollos más conocidos de Skibniewska fue en la finca Szwoleżerów, en la que diseñó un codiciado proyecto de viviendas conocido como Żoliborz Orchards (1958-1963). El proyecto de recuperación utilizó ornamentación, ladrillos y madera de estructuras históricas abandonadas en la finca, como era típico de su trabajo. En las condiciones económicas de la época, encontró formas de economizar sin comprometer el diseño o la integridad de sus estructuras, utilizando un enfoque interdisciplinario para equilibrar los factores ecológicos, económicos y sociales. Organizó edificios de cinco pisos alrededor de un patio central, que anteriormente había sido un jardín. Los espacios entre los edificios fueron diseñados como parques para los residentes y en las afueras, se incluyen un jardín de infancia, guardería y una escuela. Continuó trabajando en el proyecto hasta 1973 y lo amplió entre 1974 y 1976 para incluir el complejo Szwoleżerów.
Su compromiso con la arquitectura socialmente responsable incluye un proyecto de viviendas en Varsovia en el barrio de Sadyba, Osiedle Sadyba (1972-1975), que fue la primera instalación de vida independiente para discapacitados. En el mismo barrio construyó una escuela (1971), una guardería y un centro educativo. En 1974, completó el edificio ZETO en Varsovia, el jardín de infancia Sokółka en 1975 y entre 1975 y 1986 trabajó en un destacado proyecto de viviendas en Białołęka Dworska.
En 1965, Skibniewska fue elegida para servir en el Sejm, el cuerpo legislativo de Polonia, y se convirtió en la primera mujer Mariscal Adjunta en 1971. Reelegida en numerosas ocasiones, ocupó el cargo hasta 1985. Durante el período 1981-1983 de la ley marcial, fue influyente en la asistencia a los presos políticos y los internados bajo el programa de verificación o enfrentando consejo de guerra. Al mismo tiempo, se unió a la facultad de su alma mater en 1971, y de 1975 a 1985, se desempeñó como profesora en la Facultad de Arquitectura. Dirigió el Departamento de Vivienda en el Instituto de Diseño de WAPW entre 1975 y 1991; sirvió en la Escuela Interdisciplinaria de Graduados de Vivienda entre 1975 y 1989; y entre 1986 y 1990 gestionó el proyecto gubernamental sobre ecología de la ciudad. Cuando dejó WAPW, Skibniewska trabajó en el Laboratorio Ambiental de Vivienda de Varsovia de 1991 a 2000.
Skibniewska ganó muchos premios por sus diseños y esfuerzos sociales, incluido el primer premio en los concursos de diseño para el Proyecto de Vivienda de Wrocław-Południe en 1962 y el premio "Maestra de Varsovia" por su diseño de la Escuela de Sadyba en 1972. Ese mismo año fue premiada el título honorífico de Gran Oficial de la Legión de Honor de Francia y en 1978 recibió el Premio Honorífico SARP de la Asociación de Arquitectos Polacos. En 1979, fue reconocida por sus esfuerzos por crear la paz entre naciones con el Premio Lenin de la Paz 1977/78 y en 2000 recibió la Medalla de la Universidad Tecnológica de Varsovia.